# Transportes Moctezuma de La Laguna
Transportes Moctezuma de La Laguna es una línea de autobuses de la Comarca Lagunera, la cual cuenta con 119 unidades. Son conocidos como «los Verdes», sus rutas cambian por cada periodo de tiempo por el siguiente orden:
| Rutas                           |               | | |
| Ruta                            | Origen        | Destino principal                                                                                               | Destinos secundarios |
| Directo                         | Torreón       | Ciudad Lerdo | IMSS 10, ISSSTE, Sam's Club Villa Jardín, Soriana Las Rosas y Centro de Torreón, Ley Miguel Alemán, Mercado Alianza.                                                    |
| Gómez-Lerdo                     | Gómez Palacio | Ciudad Lerdo | IMSS 10 y 46, ISSSTE, TELMEX Gómez Palacio, Mercado de Gómez Palacio, Plazuela Zaragoza.                                                                                |
| Núcleo                          | Torreón       | Núcleo Universitario UJED                                                                                       | Central de Abastos de Gómez Palacio, Tianguis La Pulga, Central de Autobuses de Gómez Palacio, Colonia Filadelfia, 5 de Mayo, Alsuper Store 5 de Mayo, Mercado Alianza. |
| Torreón-Gómez-Cumbres           | Torreón       | Colonia Cumbres                                                                                                 | Soriana Las Rosas, Mercado Alianza, Martin's. |
| Hamburgo                        | Torreón       | Colonia Hamburgo                                                                                                | Fraccionamiento San Antonio, Mayagoitia, Bodega Aurrera, SEP. |
| Santa Rosa/Aldama Cereso/Vergel | Torreón       | Fraccionamiento Santa Rosa/Cereso/Rancho El Vergel/Universidad Politécnica de Gómez Palacio/Ejido El Transporte | Soriana Hamburgo, Central de Autobuses de Gómez Palacio, Central de Abastos de Gómez Palacio, Tyson Gómez Palacio, Ley La Jabonera, Mercado Alianza, Soriana Centro.    |

- Datos: Q7835317
- Multimedia: Transportes Moctezuma de La Laguna / Q7835317